# Wola Skromowska
Wola Skromowska (prononciation : [ˈvɔla skrɔˈmɔfska]) est un village polonais de la gmina de Firlej dans le powiat de Lubartów de la voïvodie de Lublin dans l'est de la Pologne.
Il se situe à environ 8 kilomètres au nord-ouest de Firlej (siège de la gmina), 20 kilomètres au nord-ouest de Lubartów (siège du powiat) et 42 kilomètres au nord de Lublin (capitale de la voïvodie).

## Histoire
De 1975 à 1998, le village est attaché administrativement à l'ancienne Voïvodie de Lublin.

Depuis 1999, il fait partie de la nouvelle voïvodie de Lublin.